# Cape Girardeau
Cape Girardeau è una città degli Stati Uniti d'America, nella contea omonima dello Stato del Missouri.
Si estende su una superficie di 63,0 km² e nel 2000 contava 35.349 abitanti (562,4 per km²) e una piccola porzione dell'abitato ricade nella contea di Scott.